# Junkers EF 128
El Junkers EF 128 fue un proyecto de avión de caza de reacción alemán de la Segunda Guerra Mundial, fue presentado a la Competición urgente de cazas en febrero de 1945, en donde fue elegido vencedor frente a proyectos presentados por otros fabricantes denominados Messerschmitt P.1110, Heinkel P.1078 y Blohm & Voss P 212. Sin embargo la guerra finalizó antes de que se construyera el primer prototipo del EF 128, sólo se habían construido maquetas.

## Desarrollo

### Trasfondo
A principios de 1945, el ministerio del Aire Reichsluftfahrtministerium estaba preocupado por los desarrollos de reactores Aliados, y particularmente con lo que sería enfrentarse al Gloster Meteor sobre el continente. En respuesta a esto, crearon la Competición urgente de cazas, terminando con la producción de la mayor parte de los bombarderos y aviones polivalentes en favor de los cazas, especialmente de los cazas a reacción. Adicionamente favorecían el mantenimiento de una brecha de superioridad tecnológica sobre los Aliados, en los diseños que reemplazarían a los primeros cazas a reacción alemanes: Messerschmitt Me 262 y Heinkel He 162.

### Proyecto Junkers
Este proyecto fue presentado al concurso llamado "Programa urgente para la construcción de cazas" en febrero de 1945. 
Los alemanes de la Junkers denominaban EF ( Entwicklungs Flugzeug , en idioma alemán:desarrollo de aviones) a sus proyectos.

### No entró en servicio
A pesar de los excelentes resultados obtenidos en el modelo a escala real en el túnel de viento, y un fuselaje con el motor jet HeS 011 que fue construido para pruebas, montado arriba de un Ju 88. Se diseñó un proyecto adicional de caza nocturno y caza todo tiempo con el fuselaje alargado para un segundo miembro de tripulación, pero no se terminó antes del fin de la guerra.
No se llegó a construir ningún prototipo porque los soviéticos ocuparon Dessau en abril de 1945.

### Destino
Los soviéticos capturaron todos los archivos y el prototipo del avión, y ya nunca más se supo nada de este aparato.

## Diseño
El caza tenía dos tomas de aire localizadas en las raíces alares para hacer confluir el flujo de aire hasta un punto justo detrás de la cabina del piloto.
Las alas estaban construidas de madera, en fleca hacia atrás en 45° y con dos pequeñas aletas y timones situados en el borde alar trasero. 540 litros de combustible estaban situados en las alas, así como 1025 litros en un tanque dentro del fuselaje justo detrás de la cabina. Contaba con una cabina presurizada provista de un asiento de eyección y blindaje (protección de salvas de 12.7 mm desde el frente y de 20 mm desde atrás).

### Motor

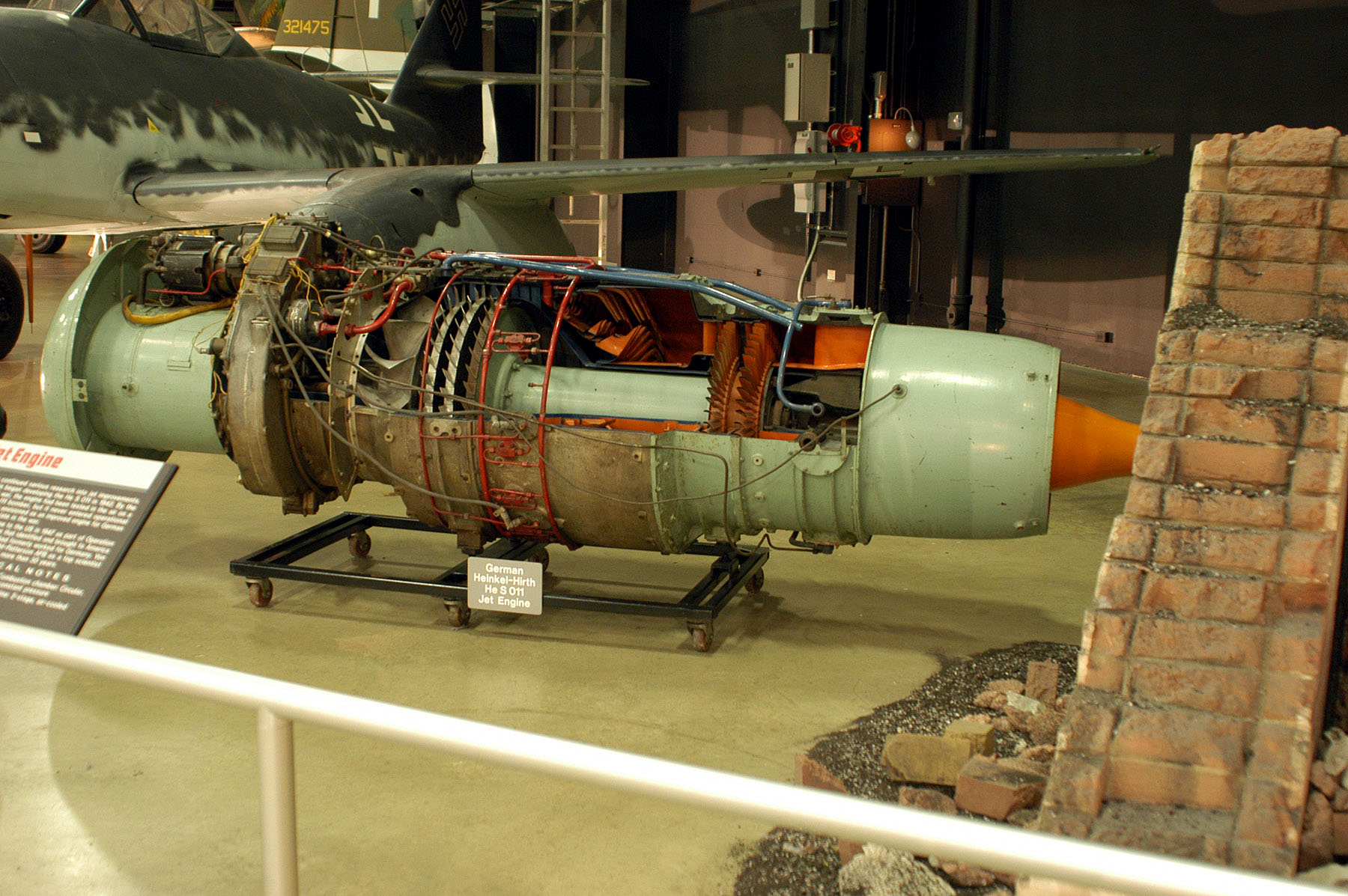
Motor Heinkel HeS 011.

Debía estar provisto de un motor a reacción Heinkel-Hirth HeS 011, pero al no estar disponible, se instaló el Junkers Jumo 004.

### Armamento

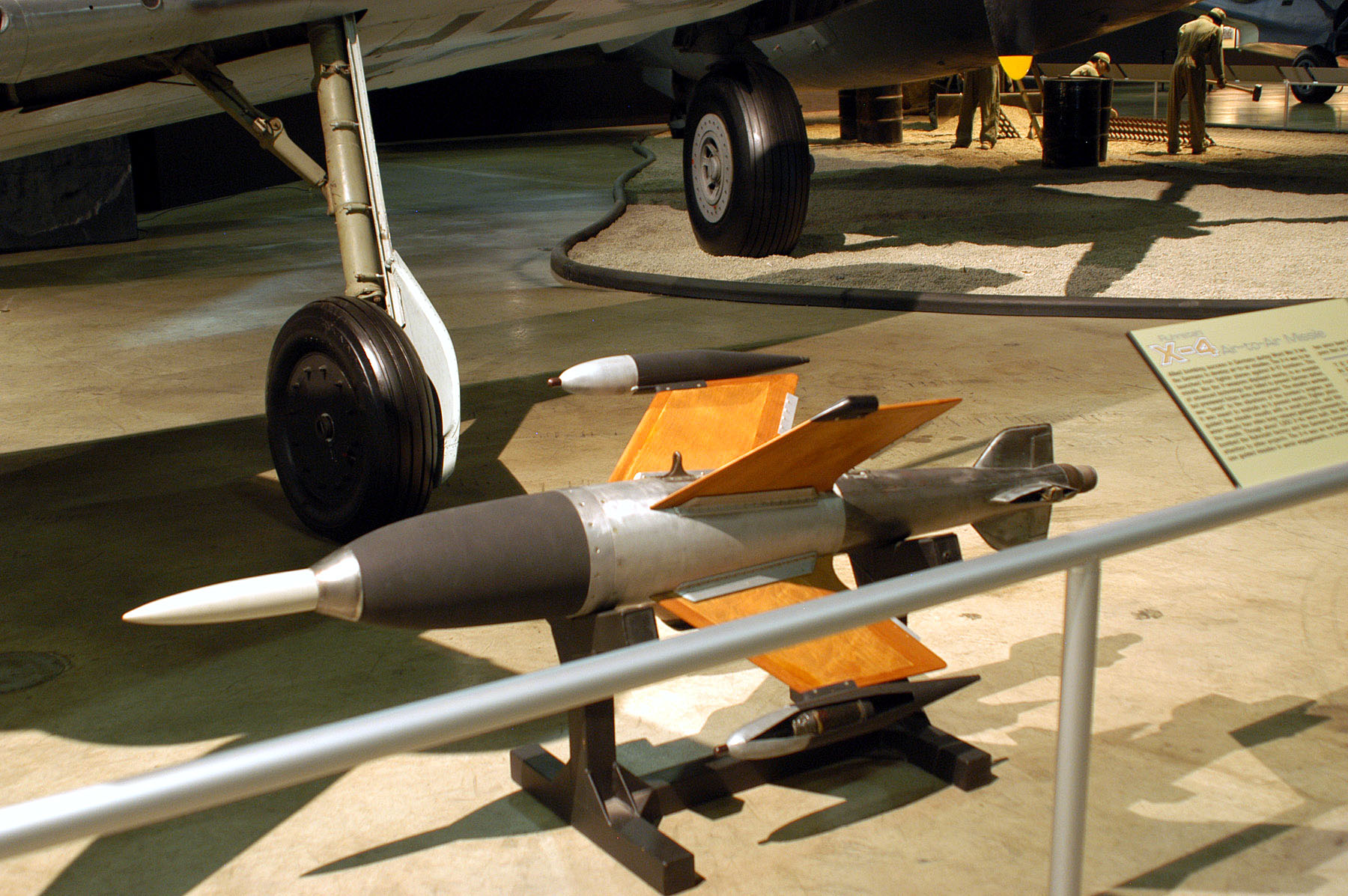
Misil X-4 con los que estaría armado el Huckebein.

Dos cañones MK 108 calibre 30 mm estaban instalados en la proa, con 100 municiones cada uno, y una provisión para dos más. Tenía puntos fuertes subalares para cuatro misiles Ruhrstahl X-4.

## Especificaciones
Referencia datos: Luft46

### Características generales
- Tripulación: 1 piloto
- Longitud: 7,05 m
- Envergadura: 8,9 m
- Altura: 2,65 m
- Superficie alar: 17,6 m²
- Peso vacío: 2.607 kg
- Peso máximo al despegue: 4.077 kg
- Planta motriz: 1× Turborreactor Heinkel HeS 011.
  - Empuje normal: 13 kN 2700 lbf de empuje.
- Capacidad de combustible: 540 litros en las alas y 1.025 litros en el fuselaje.

### Rendimiento
- Velocidad máxima operativa (Vno):
- A nivel del mar: 905 km/h
- A 7 km: 990 km/h
- Techo de vuelo: 13.750 m
- Régimen de ascenso: 22,9 m/s
- Distancia de despegue: 700 m
- Distancia de aterrizaje: 665 m
- Velocidad de aterrizaje: 186 km/h

### Armamento
- Cañones: 2× MK 108 de 30 mm, con 100 proyectiles cada uno, instalados en la parte frontal del fuselaje. Con capacidad para otros 2 cañones.
- Misiles: Posiblemente misiles aire-aire Ruhrstahl X-4

### Aviónica
- Radar de búsqueda en el morro

### Aeronaves similares
- Focke-Wulf Ta 183

### Listas relacionadas
- Anexo:Proyectos y prototipos de aviones de la Luftwaffe durante la Segunda Guerra Mundial